# Quisqualis indica
Espèce
Classification phylogénétique
Quisqualis indica, connue sous le nom de Caractère des hommes aux Antilles et en Guyane, ainsi que celui de « liane vermifuge » ailleurs, est une espèce de plantes à fleurs de la famille des Combretaceae. C'est une liane originaire des régions tropicales d'Afrique et d'Asie (sous-continent indien, Malaisie, Philippines). Elle a été naturalisée ailleurs.
Selon Plants of the World Online, c'est un synonyme de Combretum indicum.
En Chine, Quisqualis indica est une médecine couramment utilisée.

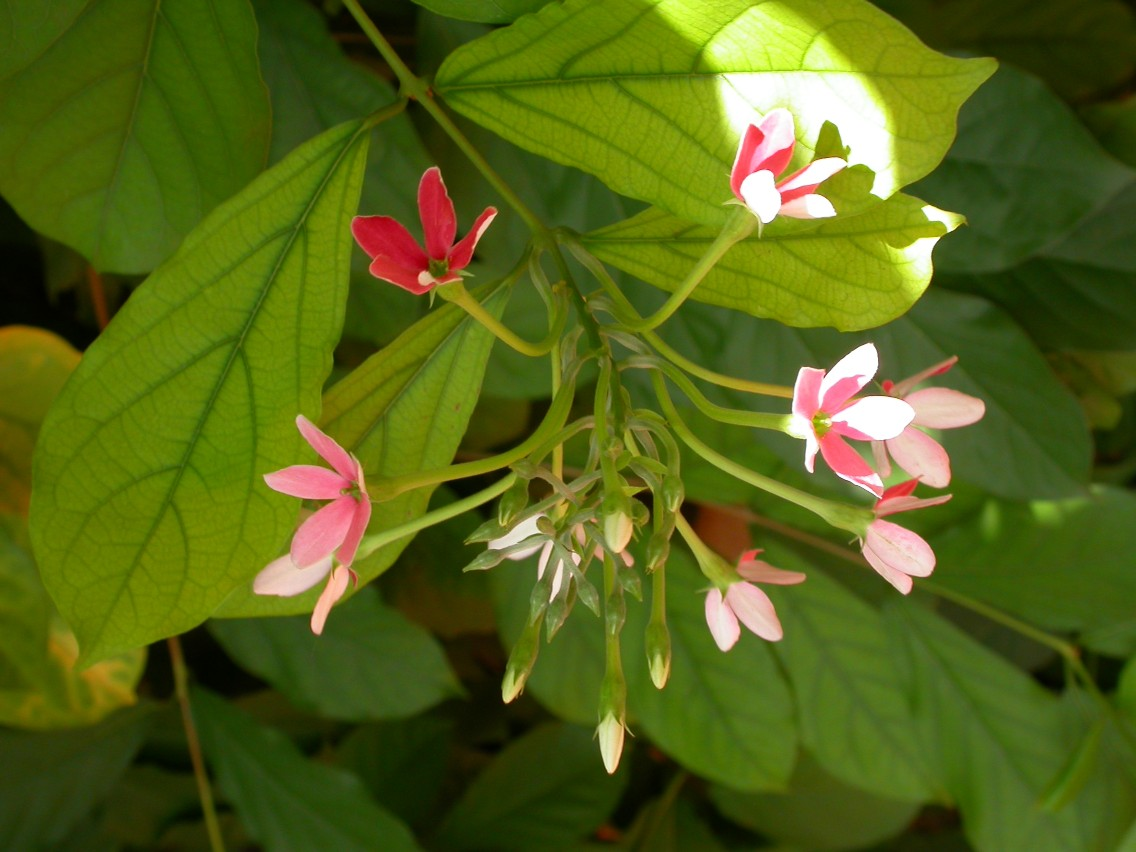
Fleurs de Quisqualis indica.
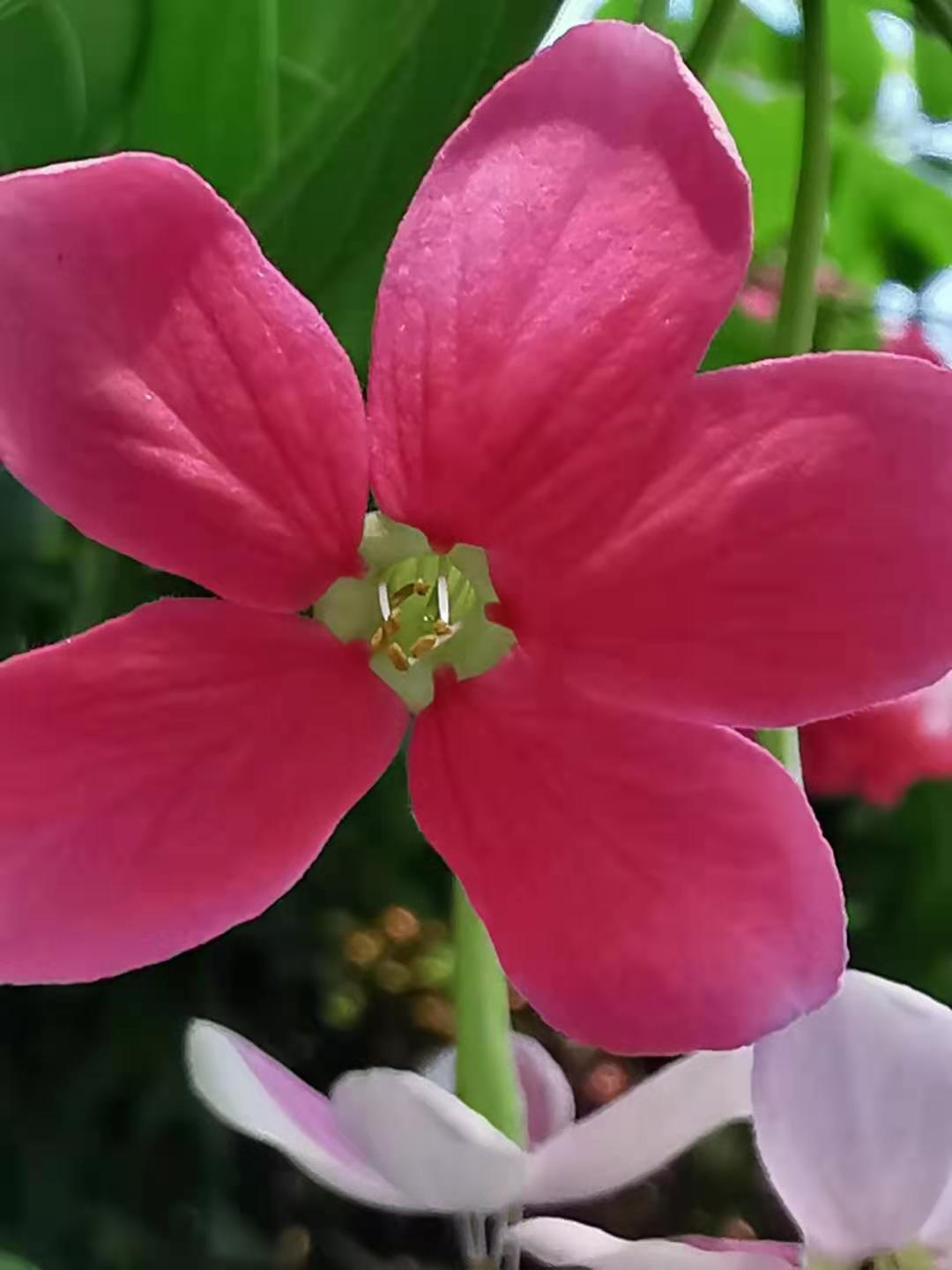
Les pétales poussent sur les sépales de la fleur.
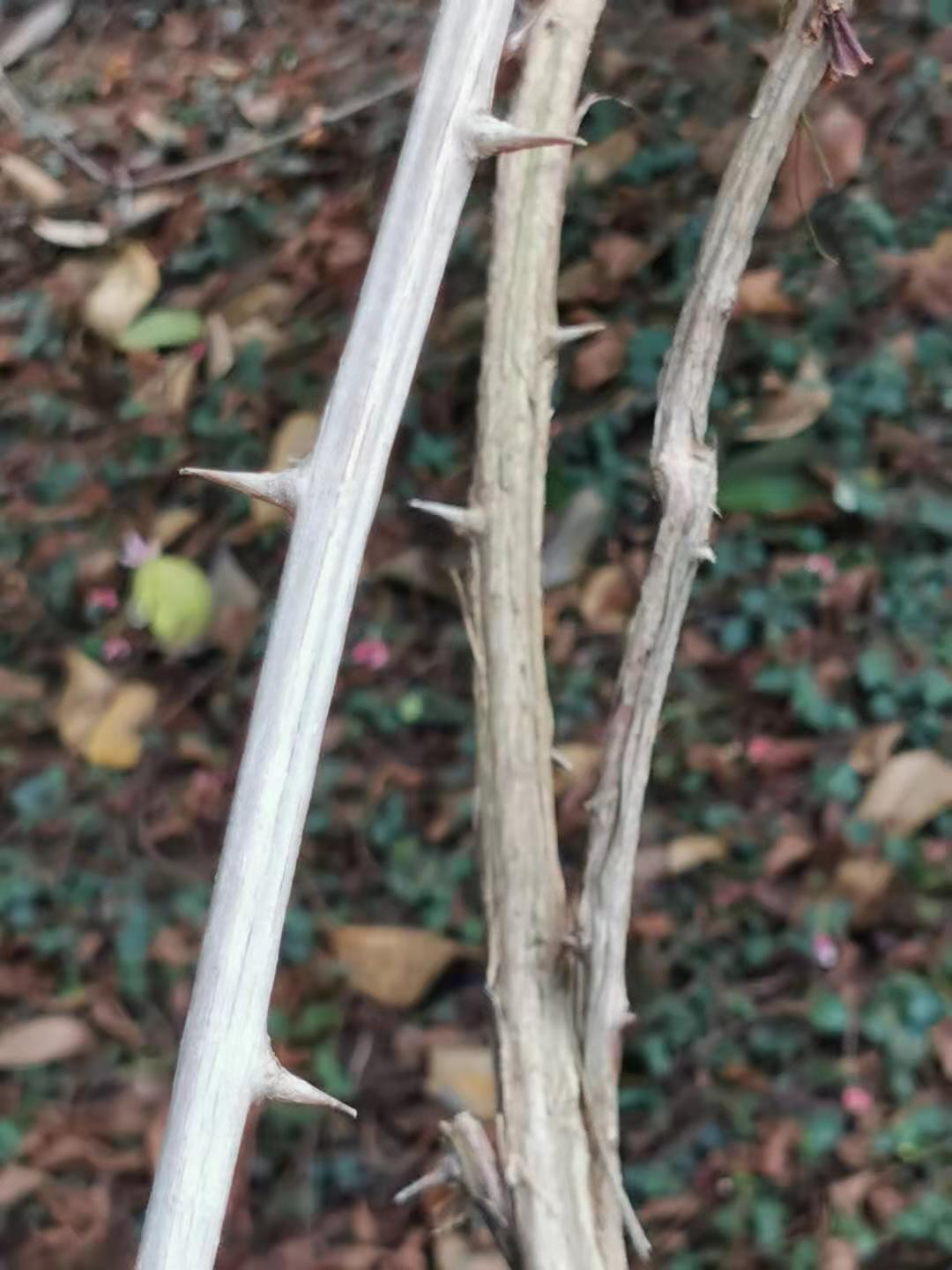
Pétiole déformé en épines.
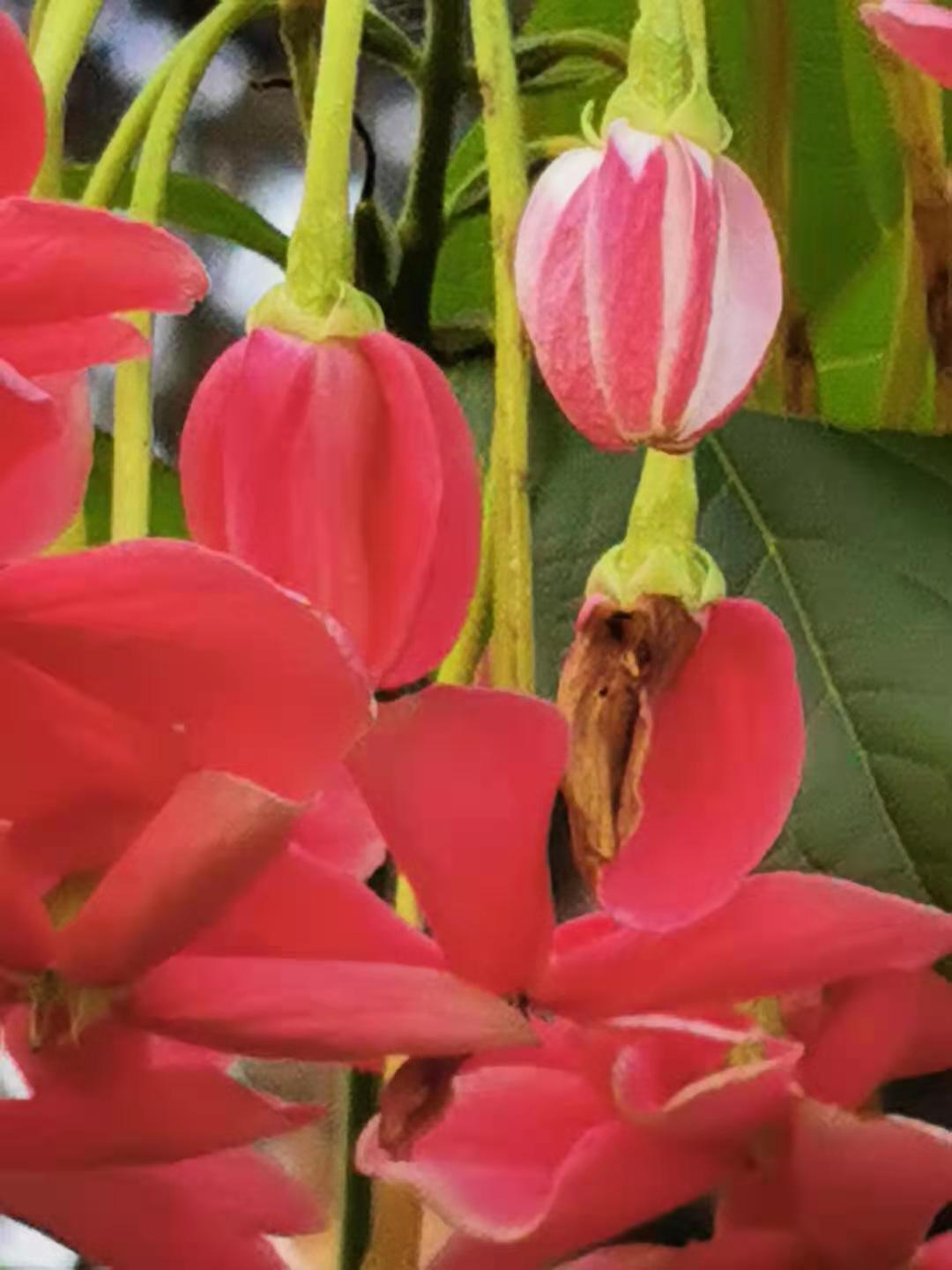
Forme de bourgeon.